# رينيه تشابيل
رينيه تشابيل (7 يوليو 1983 ببرث في أستراليا - ) (بالإنجليزية: Renee Chappell)‏ هي لاعبة كريكت أسترالية. شاركت مع منتخب أستراليا الوطني للكريكت. أما مع النوادي، فقد لعبت مع Western Australia women's cricket team ‏.

## وصلات خارجية
- رينيه تشابيل على موقع إي آس بي آن كريك إنفو (الإنجليزية)